# آندره گوبر
 آندره گوبر (فرانسوی: André Gobert‎؛ زاده ۳۰ سپتامبر ۱۸۹۰ درگذشته ۶ دسامبر ۱۹۵۱) یک تنیس‌باز اهل فرانسه بود.